# Dictamnia rugosa
Dictamnia rugosa is een keversoort uit de familie boktorren (Cerambycidae). De wetenschappelijke naam van de soort is voor het eerst geldig gepubliceerd in 1869 door Francis Polkinghorne Pascoe.